# Bagdad, Kentucky
Bagdad är en kommunfri ort i nordöstra Shelby County, Kentucky, USA. 
Den ligger vid korsningen mellan Kentucky Routes 12 och 395.

## Personer från Bagdad
- Martha Layne Collins (f. 1936), den första och hittills enda kvinnliga guvernören från Kentucky